# Тарбагатайская впадина
Тарбагата́йская впа́дина — впадина в западной части Забайкальского края России.

## Расположение
Тарбагатайская впадина расположена в долине реки Хилок, между хребтом Цаган-Хуртэй (с северо-запада) и Яблоновым хребтом (с юго-востока). Впадина начинается на юго-западе, в окрестностях села Кули, откуда протягивается на северо-восток и заканчивается немного восточнее пгт Новопавловка. Протяжённость впадины составляет 20 км, ширина колеблется от 1,5 до 7 км.

## Геология
Впадина сложена осадочными формациями верхнеюрско-нижнемелового возраста с залежами бурого германиеносного угля и проявлениями фосфоритов. Заложение впадины произошло в мезозое, дальнейшее формирование шло в неоген-четвертичное время.
Днище впадины занято рекой Хилок, урез воды которой в пределах впадины изменяется от 705 до 725 м. Борта впадины сочленяются со склонами хребтов преимущественно плавно. Преобладающие типы ландшафта — приречные луга, лесостепи, сосновые боры, выше по склонам сменяющиеся горной тайгой.